# Marija Konstantinovna Baškirceva
Marija Konstantinovna Baškirceva, nota soprattutto come Marie Bashkirtseff (in ucraino Марі́я Костянти́нівна Башкірцева?, Marija Kostjantynivna Baškirceva; in russo Мария Константиновна Башкирцева?; Gavroncy, 12 novembre 1858 – Parigi, 31 ottobre 1884), è stata una pittrice, scultrice e scrittrice russa, che visse e lavorò in Francia.

## Biografia
Di nobile famiglia, Marija Baškirceva nacque nel 1858 e aveva come genitori il maresciallo Konstantin Baškircev e Marija Babanina, che si lasciarono quando ella aveva tre anni. Ella crebbe all'estero e viaggiò a lungo per tutta Europa assieme alla madre. Parlava correntemente, oltre al russo, l'inglese, il francese e l'italiano.
Studiò pittura all'Académie Julian di Parigi, allora una delle poche accademie europee ad ammettere le donne. La studentessa di Monaco Louise Catherine Breslau, compagna dell'artista francese Madeleine Zillhardt, era l'unica che riteneva una rivale. Intrattenne una corrispondenza con Guy de Maupassant.
Nel 1873 iniziò la redazione del proprio diario, pubblicato postumo nel 1885, intitolato Journal de Marie Bashkirtseff, che si dimostrò un documento originale, non solamente per la storia spirituale della giovane artista e della sua famiglia, ma anche dell'ambiente nel quale crebbe; l'opera si caratterizzò per i brillanti ritratti dei suoi contemporanei. Nell'esaminare sé stessa si rivelò acuta, nei giudizi degli altri, talvolta, un po' ingenua.
Nonostante la sua vita breve, ella dipinse delle opere importanti; i suoi quadri più noti sono Un meeting, che ritrae dei bambini poveri di Parigi e l'Atelier des femmes, che ritrae le sue compagne artiste al lavoro. Il suo desiderio di dipingere fu vanificato per le sue condizioni di salute, ma anche dall'ansia di vivere.
Il Diario espresse tutto ciò, come anche della passione per il fiorentino conte di Larderel. Questo libro ebbe un originale apprezzamento postumo dell'importante politico inglese William Ewart Gladstone, che lo definì una delle opere più importanti del secolo.
Morì di tubercolosi e la sua salma fu inumata in un mausoleo nel cimitero di Passy, nel XVI arrondissement di Parigi. La sua tomba, che ha l'aspetto di uno studio d'artista a grandezza naturale, è stata dichiarata monumento storico. Il Salone dell'Unione delle pittrici e delle scultrici, presso il quale aveva esposto delle opere agli inizi del 1884, la omaggiò.
Per onorarne la memoria, la "Société des artistes français" istituì un premio di pittura a suo nome. Fra i vincitori, nel 1900, vi fu l'artista Joseph-Marius Avy (1871-1939).

## Opere
- Ritratto della cugina Dina, 1883 (Museo d'Orsay)
- Un meeting, 1884 (Museo d'Orsay)
- Ritratto di giovane donna, 1884, pastello (Museo d'Orsay)
- Il dolore di Nausicaa, bronzo (Museo d'Orsay)

## Galleria d'immagini

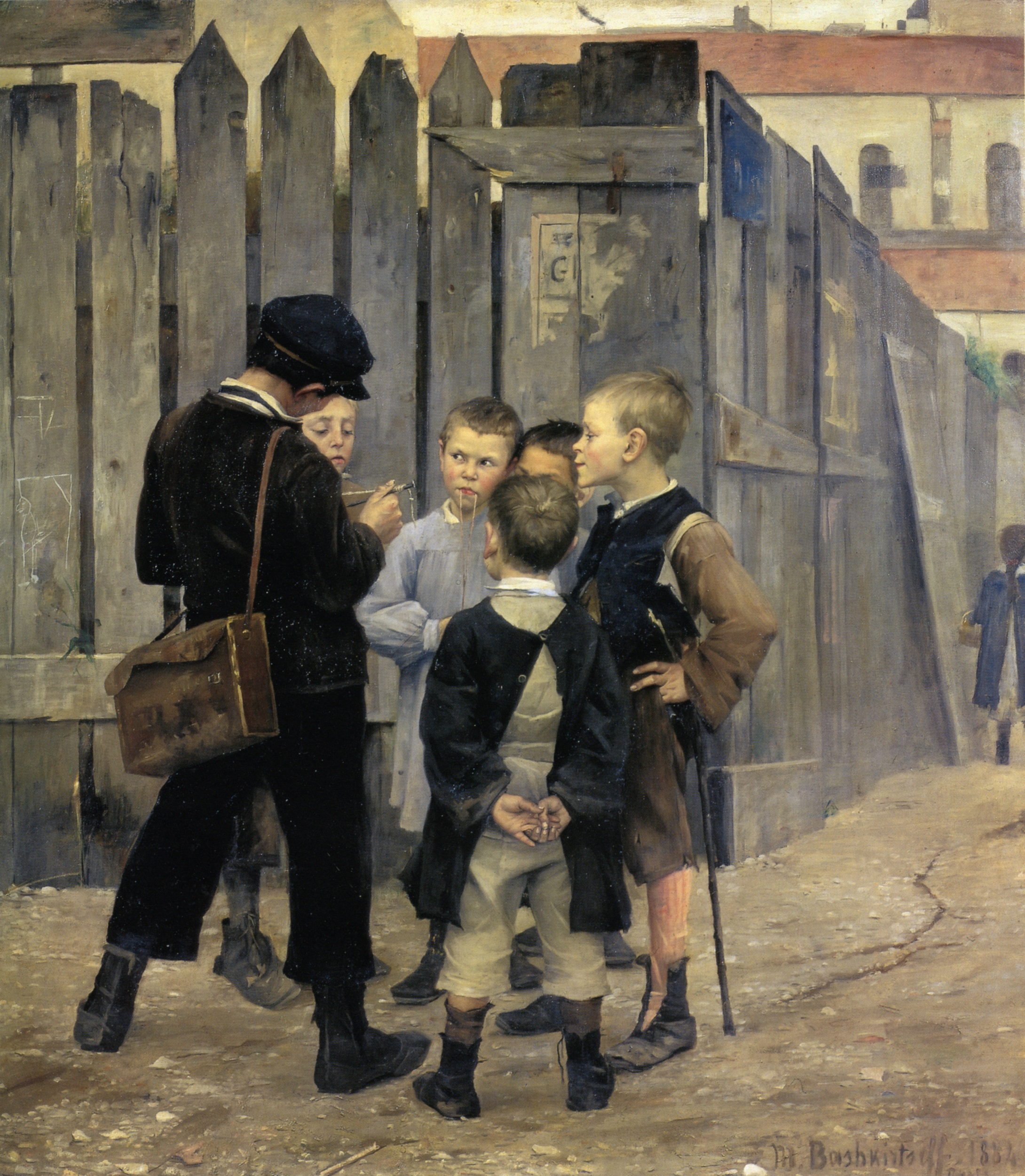
Un meeting
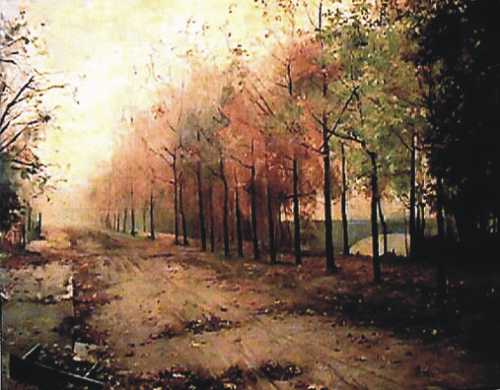
Autunno
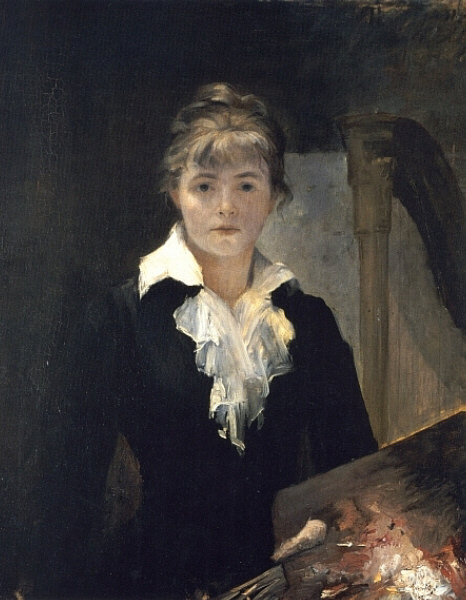
Autoritratto